# 中央神学校
中央神学校（ちゅうおうしんがこう）は、1927年から1942年まで神戸市にあった改革派、聖書信仰の神学校。

## 沿革
1927年、南長老ミッションの神戸神学校と北長老ミッションが経営する大阪神学院が合併して中央神学校が誕生した。初代校長はサミュエル・フルトンであった。教授陣はマイアース、オストラム、チャップマンらのアメリカ人宣教師、日本人は溝口悦次、今村好太郎、桑田繁太郎、岡田稔であった。1937年に松尾武が、1941年に田中剛二が教授に就任した。
教育内容は神戸神学校のものを受け継ぎ、教育勅語や御真影の奉安、宮城遥拝や神社参拝を拒否し続けたが、太平洋戦争開始に伴いマイアースらが逮捕されるなどの弾圧を受け、1942年3月に閉校した。岡田稔が後事を託された。岡田は中央神学校を昭和神学研究所と改組して、神学研究活動を続けた。日本基督教団敵産管理委員会は1942年、強制的に中央神学校の土地校舎を取り上げ、残留学生は日本神学校に転校した。
戦後に、中央神学校の卒業生たちが、日本基督改革派教会と神戸改革派神学校を設立した。また、新改訳聖書の翻訳にも大きく関わった。

## 特色
- ウェストミンスター信仰告白で表明されているような強い福音的神学の立場をとった。
- 教授たちと学生たちは非常に親密だった。
- 国家神道に妥協しなかった。

## 卒業生
- 後藤光三
- 松田輝一
- 野田辰夫